# Сварция
Сварция (лат. Swartzia) — род лиственных деревьев подсемейства Мотыльковые семейства Бобовые (Fabaceae). Представители этого рода распространены в тропических областях Америки, описано около 180 видов. Род назван в честь шведского ботаника Улофа Сварца (1760—1817).
Так как древесина деревьев этого рода имеет высокую плотность и очень тверда, к ним иногда применяют название «железное дерево».

## Химический состав
В растениях этого рода содержится маакиаин, флавоноид из группы птерокарпанов, обладающий фунгицидными свойствами.

## Виды
Род подразделяется на две секции:
- секция Possira (Aubl.) DC.
- секция Swartzia
  - подсекция Swartzia
  - подсекция Terminales

По информации базы данных The Plant List, род включает 185 видов.
Ранее к этому роду относили такие африканские виды, как Swartzia madagascariensis Taub., которые были включены в 1997 году в род Bobgunnia. В настоящее время все представители рода Swartzia происходят из Латинской Америки.